# Тартюф (фильм, 1925)
«Тартюф» (нем. Herr Tartüff) — кинофильм режиссёра Фридриха Вильгельма Мурнау, снятый в 1925 году. Экранизация одноимённой пьесы Мольера.

## Сюжет
Домоправительница, лицемерно присматривающая за немощным стариком, мечтает о том, чтобы завладеть его наследством. Ей удаётся настроить его против внука-актёра и изменить завещание. Внук, не желая мириться с таким положением вещей, переодевается бродячим демонстратором кинофильмов и, устроив сеанс дома у деда, показывает многозначительную картину «Тартюф» по мотивам пьесы Мольера. Этот «фильм в фильме» занимает большую часть длительности картины Мурнау.

## В ролях
- Герман Пиха — дедушка
- Роза Валетти — домоправительница
- Андре Маттони — внук
- Вернер Краус — господин Оргон
- Лиль Даговер — Эльмира
- Люция Хёфлих — Дорина
- Эмиль Яннингс — Тартюф